# Tašuľa
Tašuľa este o comună slovacă, aflată în districtul Sobrance din regiunea Košice. Localitatea se află la altitudinea de 104 m deasupra n.m., se întinde pe o suprafață de 6,02 km2 și în 2017 număra 188 de locuitori.

## Istoric
Localitatea Tašuľa este atestată documentar din 1288.

## Demografie
| An:                | 1994 | 2004   | 2014    | 2024   |
| ------------------ | ---- | ------ | ------- | ------ |
| Număr de persoane: | 225  | 222    | 194     | 204    |
| Diferență:         |      | −1,33% | −12,61% | +5,15% |

| An:                | 2023 | 2024   |
| ------------------ | ---- | ------ |
| Număr de persoane: | 203  | 204    |
| Diferență:         |      | +0,49% |